# Дан (автобусная компания)
«Дан» (ивр. דן‎) — оператор автобусного сообщения в округе Гуш-Дан Израиля, локальный монополист. Второй по размеру автобусный оператор в стране после Эгеда.
Компания располагает 1500 автобусами и 2400 сотрудниками.
Ежемесячно компания перевозит, по данным официального сайта, около 15 миллионов пассажиров и занимает 65 % рынка перевозок в Гуш-Дан.
Компания была основана в качестве совместной 1 декабря 1945 года, при слиянии двух компаний, «Ха-Маавир» и «Регев Юнион» («Ихуд Регев»).
До 2000 года компаниями Дан и Эгед обслуживалось 95 % рынка регулярных автобусных перевозок в Израиле. С 2000 государство инициировало демонополизацию отрасли; в частности, около 8 % маршрутов кооператива Дан было передано в «Кавим».
Была преобразована в Общество с ограниченной ответственностью в мае 2002 года.
В 2010 году кооператив Дан выиграл тендер на создание линий Метронит в г. Хайфа. Линия начала работать (с помощью дочерней компании «Дан цафон») в августе 2013 года. На линии задействована принципиальная новая система оплаты проезда: проездной «Рав-кав» необходимо приложить к одному из валидаторов на остановке, до поссадки в автобус.
Осенью 2012 года сообщалось о планах компании Дан закупить 700 Электробусов K9 (автобусов на электрической тяге) китайской компании BYD. Первые такие автобусы на маршрутах 5 и 61 вышли на линию в августе 2013 года; в них, помимо обычного способа оплаты у водителя при входе через переднюю дверь, была добавлена возможность зайти через заднюю дверь и приложить проездной «Рав-кав» к специальному валидатору. В 2014 году валидаторы были установлены в автобусах 51-го маршрута, а также нового маршрута 001, проложенного по контуру будущего трамвая, из Бат Яма до Петах Тиквы.

## Маршруты
Движение по маршрутам осуществляется ежедневно. Зимой в пятницу последний рейс автобусов отправляется в 16:00 с конечных пунктов, летом — в 17:30.
В пятницу некоторые маршруты заканчивают работу ещё до захода солнца. Возобновляют её лишь в субботу спустя несколько часов после захода солнца.